# Итажаи (река)
Итажаи́ (порт. Rio Itajaí) или Итажаи́-Асу́ (порт. Rio Itajaí-Açu) — крупнейшая река атлантического побережья на востоке штата Санта-Катарина в южной Бразилии, впадает в Атлантический океан.
Длина реки составляет 189 км. Водосборный бассейн реки площадью около 15,5 тысяч км² частично или полностью занимает территорию 49 муниципалитетов и в его пределах проживает более 1,24 млн человек. Плотность речной сети — 1,55 км/км². Средний расход воды с 1995 по 2005 годы — 420 м³/с.
Начинается от слияния рек Итажаи-ду-Уэсти и Итажаи-ду-Сул в Риу-ду-Сул. В верхней половине преобладающим направлением течения является северо-восток, в нижней — восток. Впадает в Атлантический океан между Навегантисом и Итажаи.